# Kågbo
Kågbo är en by med en äkta bygata i Hedesunda socken, Gävle kommun. Från 2015 avgränsar SCB här en småort.
I byns närhet finns fynd från bondestenåldern, se neolitikum. Byn ligger strategiskt intill Dalälvens strömmande och forsande vatten, bland annat Viforsen. Kogebodha och Kaggeboda är tidiga stavningar 1541 och i mitten av 1500-talet. Det gammalnorska namnet Kági som bland annat ingår i norska gårdsnamn kan vara inblandat i bynamnet. Både kvarn och såg har funnits i Kågbo in på 1900-talet.